# Augustin Petrášek
Augustin Petrášek, též Augustín Petrášek nebo Ágoston Petrásek (18. září 1879 Moravské Lieskové – 29. října 1963 Pezinok), byl slovenský promaďarsky orientovaný katolický kněz, československý politik a meziválečný poslanec Národního shromáždění za maďarskou Zemskou křesťansko-socialistickou stranu.

## Biografie
Jeho otec byl učitelem. Augustín vyrůstal v slovenském jazykovém prostředí, ale uměl velmi dobře maďarsky. Vychodil katolické gymnázium v Trenčíně, kde maturoval 23. června 1897. 23. června 1902 byl vysvěcen na kněze v Ostřihomi. V roce 1901 se uvádí jako katecheta v Budapešti, roku 1904 jako kaplan v Kostolné pri Dunaji a téhož roku i v Šuranech. Roku 1905 ho prameny zmiňují coby kaplana v Komjaticích, roku 1906 v Pukanci, od roku 1908 v Podolí a pak zase v Pukanci. Následně se vrátil do Podolí, kde byl od roku 1909 farářem a setrval zde až do února 1916, kdy přešel do Lukáčovců, kde zůstal až do května 1931. Zasadil se o zvelebení místního kostela. Pak přešel do Jelšovců. Zde působil do roku 1941, kdy odešel na dočasný odpočinek. V roce 1942 ještě po pár měsíců působil ve farnosti Dolné Voderady. Na penzi byl pomocným duchovním v Nitře.
Byl aktivní i politicky za Zemskou křesťansko-socialistickou stranu. V Zemské volby 1928 (Československo)zemských volbách roku 1928 byl zvolen do Slovenského zemského zastupitelstva.
Ve parlamentních volbách v roce 1935 se stal poslancem Národního shromáždění. Mandát si oficiálně podržel do zrušení parlamentu roku 1939. Profesí byl farářem. Dle údajů k roku 1935 bydlel v Jelšovcích (Jagersek). Žil v národnostně smíšeném kraji v okolí Nitry a v parlamentu zasedal za převážně maďarskou menšinovou stranu. V pramenech se uvádí i jako Ágoston Petrásek. Během slovenského štátu byl proto sledován a četnická stanice ho zařadila mezi státně nespolehlivé. Důvodem byla jeho promaďarská orientace (maďarón).
Zemřel v říjnu 1963 v charitním domě v Pezinku. Pohřben byl v Nitře.